# Леонтін Пастор
Леонтін Пастор (рум. Leontin Pastor) — румунський дипломат. Генеральний консул Румунії в Києві (1990—1992). Тимчасовий повірений у справах Румунії в Україні (1992—1993).

## Життєпис
На дипломатичній роботі працював аташе з питань культури, першим секретарем посольства Румунії в Радянському Союзі; Генеральним консулом Румунії в Києві; Тимчасовим повіреним у справах Румунії в Україні; Директором Департамента Міністерства закордонний справ Румунії; Тимчасовим повіреним у справах Румунії в Республіці Білорусь.

## Нагороди та відзнаки
- Національний орден «За заслуги» (Румунія) (2000), за особливі заслуги у зовнішній політиці країни в Національний день Румунії[3],